# Royal Rumble 1995
Royal Rumble 1995 è stata l'ottava edizione dell'omonimo pay-per-view prodotto dalla World Wrestling Federation. L'evento ebbe luogo il 22 gennaio 1995 nell'arena USF Sun Dome di Tampa, Florida.

## Evento
Nel consueto dark match non trasmesso in televisione prima dell'inizio dell'evento vero e proprio, Buck Quartermaine sconfisse The Brooklyn Brawler.
Il main event della serata fu il Royal Rumble match a 30 partecipanti, vinto da Shawn Michaels dopo essere entrato per primo sul ring, fatto mai accaduto in precedenza. Inoltre si disputarono anche il match per il WWF Championship, tra il campione in carica Diesel e Bret Hart che terminò in No Contest a causa delle interferenze esterne, l'incontro dove Jeff Jarrett strappò il titolo Intercontinentale a Razor Ramon, un match dove The Undertaker sconfisse Irwin R. Schyster, e la finale del torneo per l'assegnazione dei WWF Tag Team Championship vinta da The 1–2–3 Kid e Bob Holly.

### Torneo per il WWF Tag Team Championship
|  | Quarti di finale | Quarti di finale                                   | Quarti di finale          |                           |                           | Semifinali | Semifinali | Semifinali |  |  | Finale | Finale                    | Finale |
|  |                  |                                                    |                           |                           |                           |            |            |            |  |  |        |                           |        |
|  | 1                | Bam Bam Bigelow & Tatanka                          | Vincitori                 |                           |                           |            |            |            |  |  |        |                           |        |
|  | 8                | Men on a Mission (Mabel & Mo)                      |                           |                           |                           |            |            |            |  |  |        |                           |        |
|  | 8                | Men on a Mission (Mabel & Mo)                      |                           |                           | Bam Bam Bigelow & Tatanka | Vincitori  |            |            |  |  |        |                           |        |
|  |                  |                                                    |                           |                           | Bam Bam Bigelow & Tatanka | Vincitori  |            |            |  |  |        |                           |        |
|  |                  |                                                    | The Headshrinkers         |                           |                           |            |            |            |  |  |        |                           |        |
|  | 4                | The Headshrinkers (Fatu & Samu)                    | Vincitori                 |                           |                           |            |            |            |  |  |        |                           |        |
|  | 4                | The Headshrinkers (Fatu & Samu)                    | Vincitori                 |                           |                           |            |            |            |  |  |        |                           |        |
|  | 5                | Owen Hart & Jim Neidhart                           |                           |                           |                           |            |            |            |  |  |        |                           |        |
|  |                  |                                                    |                           |                           |                           |            |            |            |  |  |        | Bam Bam Bigelow & Tatanka |        |
|  |                  |                                                    |                           | The 1–2–3 Kid & Bob Holly | Vincitori                 |            |            |            |  |  |        |                           |        |
|  | 3                | The Heavenly Bodies (Tom Prichard & Jimmy Del Ray) | Vincitori                 |                           |                           |            |            |            |  |  |        |                           |        |
|  | 6                | The Bushwhackers (Butch Miller & Luke Williams)    |                           |                           |                           |            |            |            |  |  |        |                           |        |
|  | 6                | The Bushwhackers (Butch Miller & Luke Williams)    | The Heavenly Bodies       |                           |                           |            |            |            |  |  |        |                           |        |
|  |                  |                                                    |                           |                           |                           |            |            |            |  |  |        |                           |        |
|  |                  |                                                    | The 1–2–3 Kid & Bob Holly | Vincitori                 |                           |            |            |            |  |  |        |                           |        |
|  | 2                | The 1–2–3 Kid & Bob Holly                          | The 1–2–3 Kid & Bob Holly | Vincitori                 | Vincitori                 |            |            |            |  |  |        |                           |        |
|  | 2                | The 1–2–3 Kid & Bob Holly                          |                           |                           | Vincitori                 |            |            |            |  |  |        |                           |        |
|  | 7                | Well Dunn (Timothy Well & Steven Dunn)             |                           |                           |                           |            |            |            |  |  |        |                           |        |

## Risultati
| #    | Incontri                                                                              | Stipulazioni                                            | Durata |
| ---- | ------------------------------------------------------------------------------------- | ------------------------------------------------------- | ------ |
| Dark | Buck Quartermaine ha sconfitto The Brooklyn Brawler                                   | Single match                                            | —      |
| 1    | Jeff Jarrett (con The Roadie) ha sconfitto Razor Ramon (c)                            | Single match per il WWF Intercontinental Championship   | 18:06  |
| 2    | The Undertaker (con Paul Bearer) ha sconfitto Irwin R. Schyster (con Ted DiBiase)     | Single match                                            | 12:21  |
| 3    | Diesel (c) vs. Bret Hart è terminato in un pareggio                                   | Single match per il WWF World Heavyweight Championship  | 27:19  |
| 4    | The 1–2–3 Kid e Bob Holly hanno sconfitto Bam Bam Bigelow e Tatanka (con Ted DiBiase) | Tag Team match per il vacante WWF Tag Team Championship | 15:32  |
| 5    | Shawn Michaels ha vinto eliminando per ultimo The British Bulldog                     | 30-man Royal Rumble match                               | 38:41  |

## Royal Rumble match

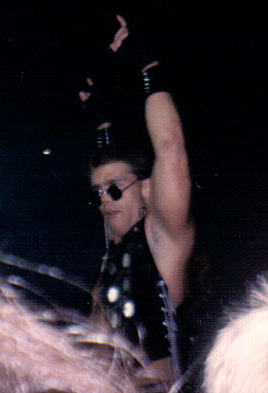
Shawn Michaels, vincitore del royal rumble match

L'intervallo di tempo tra l'entrata di un wrestler e il successivo era di 1 minuto.
     – Vincitore
| #  | Superstar           | Ordine | Eliminato da           | Tempo |
| -- | ------------------- | ------ | ---------------------- | ----- |
| 1  | Shawn Michaels      | —      | Vincitore              | 38:41 |
| 2  | The British Bulldog | 29     | Shawn Michaels         | 38:41 |
| 3  | Eli Blu             | 9      | Sione                  | 10:00 |
| 4  | Duke Droese         | 3      | Shawn Michaels         | 08:13 |
| 5  | Jimmy Del Ray       | 1      | The British Bulldog    | 01:25 |
| 6  | Sione               | 10     | Eli Blu                | 06:50 |
| 7  | Tom Prichard        | 6      | Shawn Michaels         | 05:30 |
| 8  | Doink the Clown     | 7      | Kwang                  | 04:50 |
| 9  | Kwang               | 8      | Sione                  | 04:01 |
| 10 | Rick Martel         | 5      | Sione                  | 02:29 |
| 11 | Owen Hart           | 2      | The British Bulldog    | 00:03 |
| 12 | Timothy Well        | 4      | The British Bulldog    | 00:23 |
| 13 | Bushwhacker Luke    | 11     | Shawn Michaels         | 00:12 |
| 14 | Jacob Blu           | 12     | Shawn Michaels         | 00:17 |
| 15 | King Kong Bundy     | 14     | Mabel                  | 03:00 |
| 16 | Mo                  | 13     | King Kong Bundy        | 00:03 |
| 17 | Mabel               | 16     | Lex Luger              | 01:58 |
| 18 | Bushwhacker Butch   | 15     | Shawn Michaels         | 00:19 |
| 19 | Lex Luger           | 27     | Shawn Michaels e Crush | 18:51 |
| 20 | Mantaur             | 18     | Lex Luger              | 09:33 |
| 21 | Aldo Montoya        | 23     | Shawn Michaels         | 13:21 |
| 22 | Henry O. Godwinn    | 26     | Lex Luger              | 14:40 |
| 23 | Billy Gunn          | 20     | Crush e Dick Murdoch   | 07:25 |
| 24 | Bart Gunn           | 19     | Crush e Dick Murdoch   | 06:19 |
| 25 | Bob Backlund        | 17     | Lex Luger              | 00:16 |
| 26 | Steven Dunn         | 21     | Aldo Montoya           | 04:29 |
| 27 | Dick Murdoch        | 25     | Henry O. Godwinn       | 05:08 |
| 28 | Adam Bomb           | 22     | Crush                  | 05:20 |
| 29 | Fatu                | 24     | Crush                  | 05:32 |
| 30 | Crush               | 28     | The British Bulldog    | 08:51 |

## Statistiche
- Per la prima volta nella storia della manifestazione, un partecipante entrato con il numero 1 riuscì a vincere il royal rumble match. Michaels e Davey Boy Smith, i primi due a salire sul ring, furono anche gli ultimi due sopravvissuti.[1][2]